# Gall de praderia cuallarg
El gall de praderia cuallarg (Tympanuchus phasianellus) és una espècie d'ocell de la família dels fasiànids (Phasianidae) que habita praderies, sabanes i matolls del centre d'Alaska i gran part del Canadà i els Estats Units.